# Gianfranco Goria
Pour les articles homonymes, voir Goria.
Gianfranco Goria, né le 3 août 1954 à Brunico, est un auteur de bande dessinée et scénariste italien, créateur des bandes dessinées Disney. 

## Biographie
Tintinophile, Gianfranco Goria est né à Brunico en 1954. En 1992, il fonde l'Association nationale des dessinateurs italiens Anonima Fumetti dont il a été président jusqu'en 2003. En 1995, il crée le service d'information quotidienne sur le monde de la bande dessinée et ses environs, afNews. En 1996, il contribue à la création de l'association Franco Fossati. 
En 2000, il fonde le Sindacato italiano lavoratori fumetto. Il est l'éditeur des éditions italiennes d'importants essais sur la bande dessinée de Scott McCloud, Will Eisner et Benoît Peeters. Goria est également professeur de littérature graphique et conférencier, spécialisé dans l'œuvre d'Hergé (il a également été chargé de la direction philologique de la nouvelle édition italienne de Les Aventures de Tintin pour Rizzoli Lizard) et Edgar Pierre Jacobs (Blake et Mortimer). Parmi ses histoires Disney, celle consacrée au film Les Sept Samouraïs d'Akira Kurosawa, publié aussi en France : Les Deux samouraïs, avec une couverture de Giorgio Cavazzano. En 2010, il est nommé par le conseil d'administration de la SIAE en tant que membre du comité des arts visuels et d'autres personnalités auctoriales pour la section BD.
Depuis janvier 2023, il est le premier consul honoraire de Syldavie en Italie.